# Michorzewko
Michorzewko (prononciation : [mixɔˈʐɛfkɔ]) est un village polonais de la gmina de Kuślin dans le powiat de Nowy Tomyśl de la voïvodie de Grande-Pologne dans le centre-ouest de la Pologne.
Il se situe à environ 3 kilomètres au sud-est de Kuślin (siège de la gmina), à 16 kilomètres à l'est de Nowy Tomyśl (siège du powiat) et à 39 kilomètres à l'ouest de Poznań (capitale régionale).

## Histoire
De 1975 à 1998, le village faisait partie du territoire de la voïvodie de Poznań.

Depuis 1999, Michorzewko est situé dans la voïvodie de Grande-Pologne.